# Bătălia de la Rozgony
Bătălia de la Rozgony sau Bătălia de la Rozhanovce s-a dat între regele Carol Robert al Ungariei și familia Aba pe 15 iunie 1312, la Rozgony (astăzi, Rozhanovce). Cronica pictată de la Viena descrie lupta ca fiind „cea mai crudă bătălie de la invazia mongolă din Europa”. Victoria zdrobitoare a lui Carol a marcat sfârșitul familiei Aba și a dominației acesteia în estul Ungariei.

## Cauze
După dispariția dinastiei Arpadiene în 1301, succesiunea la tronul Ungariei este contestată de mulți membrii ai unor familii influente ale Europei. Unul dintre aceștia era Carol Robert de Anjou, apărătorul Papei. După câțiva ani Carol și-a condus oponenți în afara țării și s-a instalat pe tronul Regatului Ungar. La acel moment, Ungaria era o confederație de regate mici, principate și ducate. Însă, domnia sa nu era recunoscută în multe zone ale Ungariei de nobilii, magnații și ducii locali. Inițial, marele său inamic a fost Matei Csák al III-lea, care controla mai multe ținuturi în vestul și nordul Ungariei. Dar acesta s-a aliat cu familia Aba, ce domnea în estul regatului. 
În 1312, Carol a asediat castelul Sáros (din Slovacia de astăzi - Castelul Šariš) controlat de familia Aba. După ce Abii au primit ajutor de la Matei Csák al III-lea (Cronica pictată de la Viena sustine ca Máté a trimis o forță compusă din 1.700 mercenari lăncieri), Carol Robert de Anjou a fost forțat să se retragă în comitatul loial Szepes (Spiš), unde locuitorii saxoni i s-au alăturat. Familia Aba a profitat de retragerea sa și au decis să atace orașul Kassa (astăzi, Košice) cu forțele pe care le-au strâns, din pricina importanței strategice. Carol se deplasează înspre Kassa pentru a-și înfrunta adversarul.

## Bătălia
Forțele familiei Aba au fost obligate să ridice asediul cetății Kassa și să-și așeze trupele lângă Tarca (râul Torysa). Carol I al Ungariei a fost forțat să își poziționeze într-un teren agricol de lângă un deal. Deși numărul trupelor beligerante este incert, armata regelui era compusă din oamenii săi, o unitate de elită a cavalerilor ioaniți și 1.000 de infanteriști saxoni din Spiš. Datorită versiunilor contradictorii ale cronicilor vremii, nu este clar în ce măsură familia Aba a fost sprijinită de Matei Csák al III-lea.

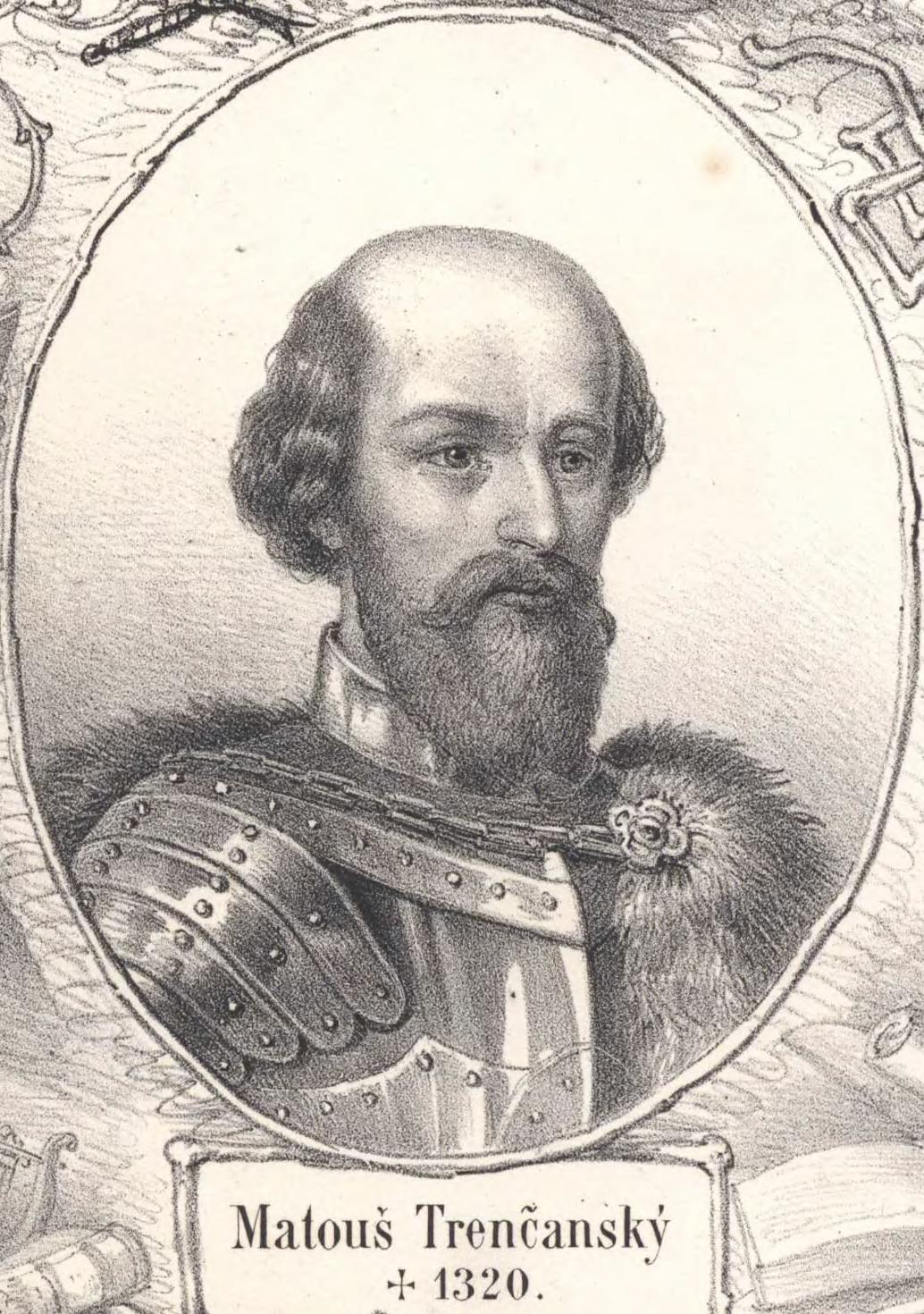
Matei Csák al III-lea

Bătălia a început odată cu atacul surpriză al rebelilor în timpul amiezei în tabăra regelui. A urmat o sângeroasă luptă corp la corp, unde cavalerii ambelor părți au avut de suferit. Stindardul regelui este pierdut într-un moment al conflictului, iar acesta s-a văzut obligat să lupte sub cel al cavalerilor ioaniți. După pierdere comandanților și sosirea unei întăriri din Kassa, soarta rebelilor este pecetluită, iar victoria și tronul ungar îi revine casei de Anjou-Sicilia.

## Urmări
Conducătorii importanți ai familiei Aba au pierit în bătălie, iar domeniile lor au fost împărțite între rege și nobilii loiali. Pierderea aliatului principal a fost o lovitură importantă pentru Matei Csák al III-lea. El a reușit să controleze o mare parte din teritoriile sale până la moartea sa survenită în 1321, puterea lui a început să scadă imediat după luptă și nu a mai putut lansa o nouă ofensivă majoră împotriva regelui.
Ca și consecință imediată, Carol I al Ungariei a obținut controlul asupra părții de nord-est a regatului. Bătălia a redus drastic opoziția magnaților împotriva sa. Regele și-a extins puterea și prestigiul. Poziția lui Carol ca rege al Ungariei a fost asigurată prin victoria sa, iar rezistența împotriva sa a fost distrusă.

## Legături externe
- The Battle of Rozgony Arhivat în 26 aprilie 2012, la Wayback Machine.